# Karl Neumer
Karl Neumer   (Reinhardtsgrimma, 23 de febrer de 1887 - Pirna, 16 de maig de 1984) va ser un ciclista alemany. Es dedicà al ciclisme en pista i va córrer als Jocs Olímpics de Londres de 1908.
Guanyà dues medalles, la de bronze a la prova de 660 iardes, per darrere de Victor Johnson i Émile Demangel, i la de plata, formant equip amb Max Götze, Rudolf Katzer i Hermann Martens, a la de persecució per equips. També va prendre part a la prova dels 5000 metres, però fou eliminat a la primera ronda.

## Palmarès
- 1908
  -  Medalla de plata als Jocs Olímpics de Londres en persecució per equips (amb Max Götze, Rudolf Katzer i Hermann Martens)
  -  Medalla de bronze als Jocs Olímpics de Londres en 660 iardes (amb Max Götze)